# Опольский университет
Опо́льский университе́т (пол. Uniwersytet Opolski) — главный общественный университет г. Ополе, Польша (Опольское воеводство). Основан 10 марта 1994 г. в результате объединения Государственной высшей педагогической школы и филиала Католического университета Люблина. Имеет 8 факультетов. Университет является членом евросоюзого проекта «Socrates-Erasmus».

## Известные выпускники
- Магдалена Огурек — польский историк и политик, кандидат в президенты Польши на выборах в 2015 году.
- Станислав Сроковский — польский поэт, прозаик, драматург, литературный критик, публицист, журналист.
- Славомир Клосовский — польский политик и учитель, Опольский воевода с 2021.